# Miguel Tendillo
Miguel Tendillo Belenguer (Moncada, Valencia, España, 1 de febrero de 1961) es un exfutbolista español. Es considerado uno de los mejores defensas de su generación, fue clave en el Valencia Club de Fútbol durante ocho temporadas, club donde fue formado y más tarde capitán, y en el Real Madrid durante cinco temporadas. Fue internacional en 27 ocasiones con la selección de España, donde anotó un gol.
Su hijo Alberto Tendillo Rodríguez, es también futbolista y llegó a debutar con el primer equipo del Valencia C. F. en 2013.

## Trayectoria
- Moncada
- Categorías inferiores del Valencia CF
- 1978-86 Valencia Club de Fútbol, 248 partidos, 19 goles.
- 1986-87 Real Murcia, 41 partidos, 2 goles.
- 1987-92 Real Madrid Club de Fútbol, 124 partidos, 12 goles.
- 1992-93 Real Burgos Club de Fútbol, 23 partidos, 1 gol.

### Valencia Club de Fútbol
Debutó el 25 de febrero de 1979 frente al Burgos C.F., en un partido disputado en Mestalla.
En la última jornada de la La Liga 1982/83, disputada el 1 de mayo, un gol suyo frente al Real Madrid supuso la permanencia del Valencia Club de Fútbol.

## Palmarés

### Torneos locales
| Título              | Club             | País   | Año     |
| ------------------- | ---------------- | ------ | ------- |
| Copa del Rey        | Valencia C.F.    | España | 1978-79 |
| Primera División    | Real Madrid C.F. | España | 1987-88 |
| Supercopa de España | Real Madrid C.F. | España | 1988    |
| Copa del Rey        | Real Madrid C.F. | España | 1988-89 |
| Primera División    | Real Madrid C.F. | España | 1988-89 |
| Supercopa de España | Real Madrid C.F. | España | 1989    |
| Primera División    | Real Madrid C.F. | España | 1989-90 |
| Supercopa de España | Real Madrid C.F. | España | 1990    |

### Torneos internacionales
| Título               | Club        | Sede     | Año     |
| -------------------- | ----------- | -------- | ------- |
| Recopa de Europa     | Valencia CF | Bruselas | 1979-80 |
| Supercopa de la UEFA | Valencia CF | Valencia | 1980    |

## Internacionalidades
- 27 veces internacional con España, marcó 1 gol.
- Debutó con la selección española en Copenhague el 21 de mayo de 1980 contra Dinamarca.